# Contea di Ellsworth
La contea di Ellsworth in inglese Ellsworth County è una contea dello Stato del Kansas, negli Stati Uniti. La popolazione al censimento del 2000 era di 6 525 abitanti. Il capoluogo di contea è Ellsworth

## Geografia fisica
L'U.S. Census Bureau certifica che l'estensione della contea è di 1873 km², di cui 1854 km² composti da terra e 19 km² composti di acqua.

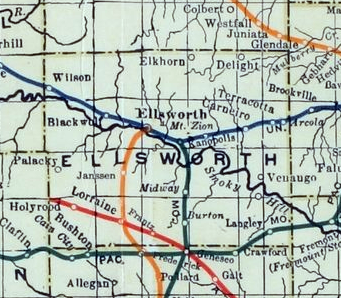

### Contee confinanti
- Contea di Lincoln - nord
- Contea di Saline - est
- Contea di McPherson - sudest
- Contea di Rice - sud
- Contea di Barton - sudovest
- Contea di Russell - nordovest

## Geografia antropica

### Città
- Ellsworth
- Holyrood
- Kanopolis
- Lorraine
- Wilson

### Area non incorporata
- Arcola
- Black Wolf
- Carnelro
- Langley
- Terra Cotta
- Venango
- Yankee Run

### Township
La contea di Ellsworth è divisa in diciannove township. La città di Ellsworth è considerata governmentally independent ed è esclusa dai dati del censimento delle Township.
Le Township della contee sono:
- Ash Creek
- Black Wolf
- Carneiro
- Clear Creek
- Columbia
- Ellsworth
- Empire
- Garfield
- Green Garden
- Langley
- Lincoln
- Mulberry
- Noble
- Palacky
- Sherman
- Thomas
- Trivoli
- Valley
- Wilson